# Dacsev Miklós
Dacsev Miklós (Dorog, 1929. október 17. – Kanári-szigetek, 1977. március 6.) a Dorogi Bányász középhátvédje, magyar B. válogatott, később kétszeres belga bajnok, kétszeres bajnoki ezüstérmes és bronzérmes labdarúgó.

## Pályafutása
A Dorog saját nevelésű játékosként 1949-ben került a felnőtt csapathoz, miután a dorogiak visszajutottak az NB. I-be. Az igen fiatal, tehetséges játékost a következő évben kölcsönadták a Ferencvárosnak. A fővárosi klub színeiben két hivatalos tétmérkőzésen is pályára lépett, ahol többek között egy csapatban játszott Czibor Zoltánnal. A dorogi egyesület hamarosan visszaállította a soraiba és 1951-től folyamatosan szerephez jutott. Dorogon közel száz első osztályú bajnoki meccset játszott, valamint több kupa-mérkőzést. Szerepelt a Magyar Kupa-döntőjében, 1952-ben. Oszlopos tagja volt a Bányász válogatottnak és B. válogatott is volt. Előkészületi mérkőzésen játszott az olimpiabajnok magyar válogatott ellen. A dorogi csapattal többszörös Vidék Legjobbja címet nyert. Az 1956-os forradalom leverését követően elhagyta az országot és Belgiumba került, ahol az Európa-klasszis Anderlecht igazolta le. Két évet eltiltással töltött, majd a belga csapatban 1959 és 1962 között szerepelt, amellyel minden évben sikeres volt. Kétszeres bajnoki címet, kétszer ezüstérmet, egy alkalommal pedig bronzérmet nyert. Két alkalommal is szerepelt a BEK-sorozatban, ahol a Manchester United és a Glasgow Rangers ellen is megmérkőztek. Egykori csapatát is viszontláthatta, amikor a dorogiak a nevezetes nemzetközi Húsvét Kupán vettek részt Belgiumban. 1962-ben a holland VV DOS csapata igazolta le, ahol 1965-ig játszott. 1977. március 6-án a Kanári-szigeteken érte a halál. Lakóhelyén, Brüsszelben temették el.

## Sikerei, díjai
Dorog
- - Magyar bajnokság
  - a Vidék legjobbja: 1950-ősz, 1951, 1954, 1955
- Magyar kupa (MNK)
  - döntős: 1952

Anderlecht
- Belga bajnokság
  - bajnok: 1958–59, 1961–62
  - 2.: 1956–57, 1959–60
  - 3.: 1960–61